# Enmienda Bricker

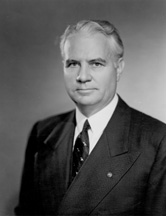
El senador John Bricker.

La Enmienda Bricker es el nombre colectivo de una serie de enmiendas propuestas a la Constitución de los Estados Unidos, revisadas por el Senado de los EE. UU. en la década de 1950. Tenía la intención de limitar los poderes del presidente, en particular con respecto a los acuerdos exclusivos ("acuerdos exclusivamente ejecutivos").

## Pasaje al frente del congreso
Rechazada constantemente por Eisenhower, la enmienda obtuvo 60 votos contra 31 en el Senado, con un voto de los dos tercios necesarios para ser adoptado.

## Cronología
La cronología de las fechas importantes concernientes a la Enmienda se encuentra aquí:
- 14 de septiembre de 1951. El senador Bricker presentó la primera versión de su enmienda: SJ Res. 102.[2]
- 7 de febrero de 1952. El senador Bricker presentó una propuesta revisada: SJ Res. 130, con el apoyo de otros 58, incluidos todos los republicanos, excepto el senador Eugene Millikin, de Colorado.
- 21 de mayo de 1952. El Comité Judicial del Senado comienza audiencias sobre SJ Res. 130.
- 7 de julio de 1952. La segunda sesión del 82 ° Congreso se cierra sin acción con respecto a SJ Res 130.[3]